# Periconia glaucocephala
Periconia glaucocephala är en svampart som beskrevs av Corda 1839. Periconia glaucocephala ingår i släktet Periconia, ordningen Pleosporales, klassen Dothideomycetes, divisionen sporsäcksvampar och riket svampar.   Inga underarter finns listade i Catalogue of Life.